# Avas (folyó)
Az Avas (vagy Havas, Hawash) Etiópia egyik legnagyobb folyója. A folyó vízgyűjtője lefolyástalan terület, mivel vize nem éri el a tengert, hanem az Abbé-tóba torkollik.

## Futása
Addisz Abebától nyugatra, a Warqe-hegységben ered. Eleinte délkelet felé folyik, megkerüli a Zuqualla-hegységet, majd kelet felé veszi az irányt. Adamától délre eléri az Avas-árkot és ennek irányát követve északkelet felé fordul. Alsó folyásán egy nagy hurokkal éri el az Abbé-tavat az Ádeni-öböltől mintegy 100 km-re.

## Története
Az Avas völgye az emberi faj kialakulásának egyik színtere volt. A folyó középső szakaszánál több ősemberleletet is találtak.
A történelmi időkben a folyó alsó szakasza mentén az afarok éltek. A felső és középső szakaszon pedig Dawaro, Fatagar, Ifat és Shewa királyságok alakultak ki, melyek közül csak Shewa élte túl az oromók 16. századi megérkezését. 
Az első európai, aki végighaladt az Avas mentén, a brit felfedező, Wilfred Thesiger (1910-2003) volt 1933-34-ben.

## Hasznosítása
A folyón 1960-ban épült meg a Koka-víztározó, Addisz-Abebától 75 km-re. A gát mögött felduzzasztott Koka-víztározó (Gelila-tó) területe 180 km². Az ide épült vízerőmű megoldotta a környék áramellátását.

## Mellékfolyói
1. Germama (Kasim)
2. Logiya
3. Mille
4. Borkana
5. Ataye
6. Hawadi
7. Kabenna
8. Durkham

## Városok az Avas mentén
1. Metehara
2. Awash
3. Gewane
4. Asaita

## Fordítás
Ez a szócikk részben vagy egészben  az   Awash River című angol Wikipédia-szócikk fordításán alapul.  Az eredeti cikk szerkesztőit annak laptörténete sorolja fel. Ez a jelzés csupán a megfogalmazás eredetét és a szerzői jogokat jelzi, nem szolgál a cikkben szereplő információk forrásmegjelöléseként.